# Peg Woffington
Margaret Woffington (Dublín, 18 de octubre de 1720 – Londres, 28 de marzo de 1760), más conocida como Peg Woffington, fue una actriz y socialite irlandesa activa en la época georgiana.

## Biografía

### Primeros años y carrera como actriz
Woffington nació en Dublín, Irlanda el 18 de octubre de 1720, en el seno de una familia humilde. Se cree que su padre era albañil y a su muerte para subsistir su madre se vio obligada a trabajar como costurera y Peg vendiendo berros. Mientras transitaba por un concurrido mercado se topó con la Signora Violante, una popular funambulista que quedó impactada con su belleza. Acto seguido, decidió acompañarla a su casa y pidió permiso a su madre para convertirla en su aprendiz. En 1730 la recomendó para The Beggar's Opera del poeta y dramaturgo John Gay, donde obtuvo reconocimiento en su país especialmente por su interpretación como Mackheath.

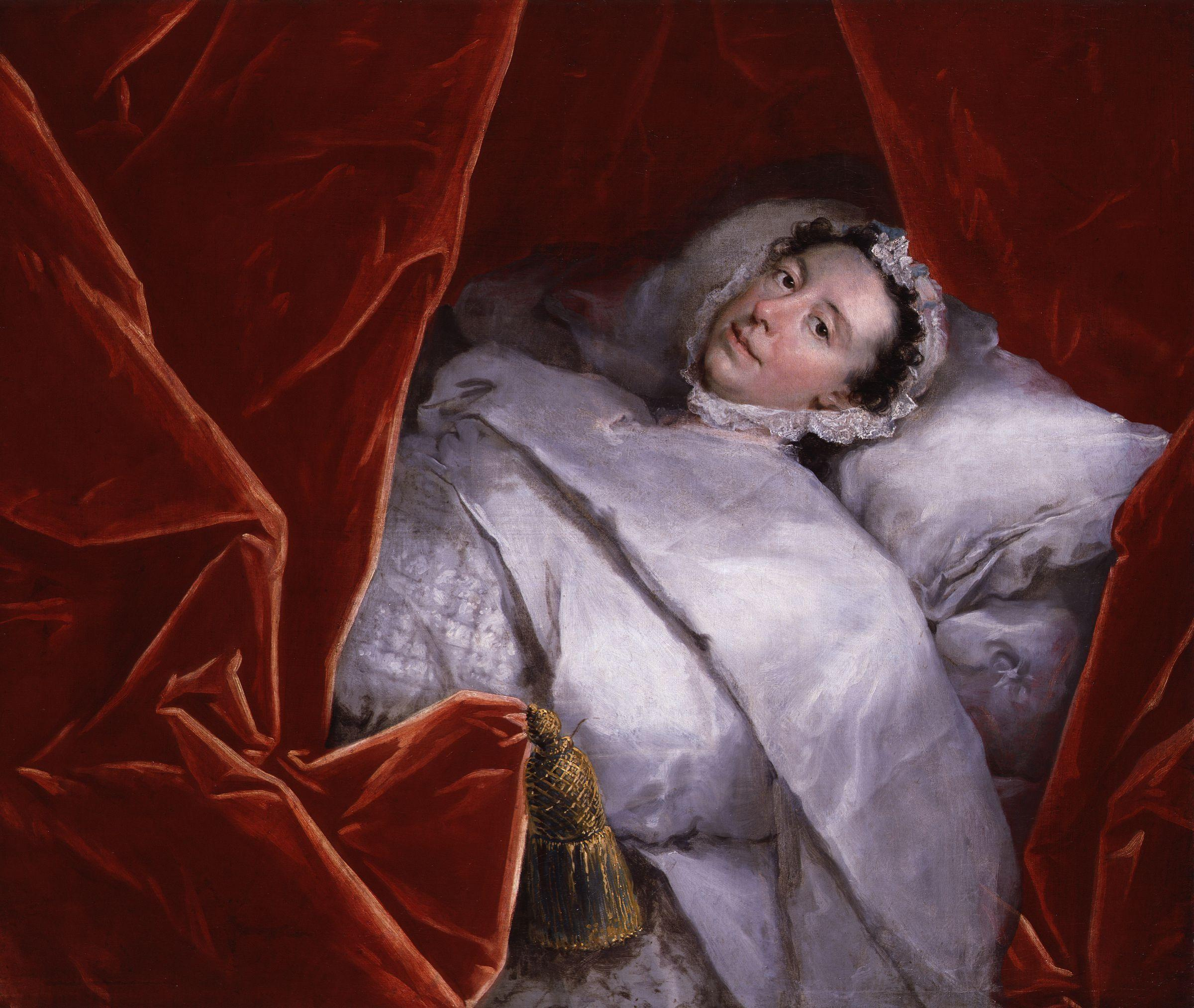
Margaret Woffington convaleciente en cama después de su parálisis, 1758.

Con su popularidad ya establecida, registró papeles en sitios como el Teatro Royal de Dublín y el Teatro de Smock Allen. John Rich, administrador del afamado teatro Covent Garden de Londres, la invitó a actuar allí representando el papel de Sylvia en la obra The Recruiting Officer. Tras una exitosa carrera en los teatros británicos, decidió regresar a su país natal para continuar actuando, especialmente en papeles de estilo cómico o de mujeres usando ropas masculinas, lo que por entonces era conocido como papel con calzones.
Mantuvo un romance con el actor David Garrick que se extendió hasta 1744. Luego se mudó a Teddington y realizó algunos papeles ocasionales en el teatro británico y francés. En mayo de 1757 se desplomó en el escenario mientras interpretaba a Rosalina en Como gustéis de Shakespeare. Aunque sobrevivió al incidente, jamás pudo volver a actuar.

### Fallecimiento y legado
Woffington falleció el 28 de marzo de 1760 en la capital inglesa, a los cuarenta años. Murió rica y dejó la mayor parte de su fortuna a su hermana Mary y el resto a casas de beneficencia de Teddington. Su cuerpo fue sepultado en la iglesia de St Mary with St Alban. Considerada una belleza, tras su fallecimiento, artistas de renombre como Jacobus Lovelace, Peter van Bleeck y John Lewis la incluyeron entre sus pinturas. En 1853 el autor británico Charles Reade escribió una novela llamada Peg Woffington, en la que relata el éxito de la actriz irlandesa en las tablas inglesas y su relación con David Garrick. Una vía ubicada en el municipio londinense de Richmond upon Thames fue bautizada Woffington Close en su honor.